# Józef Beim

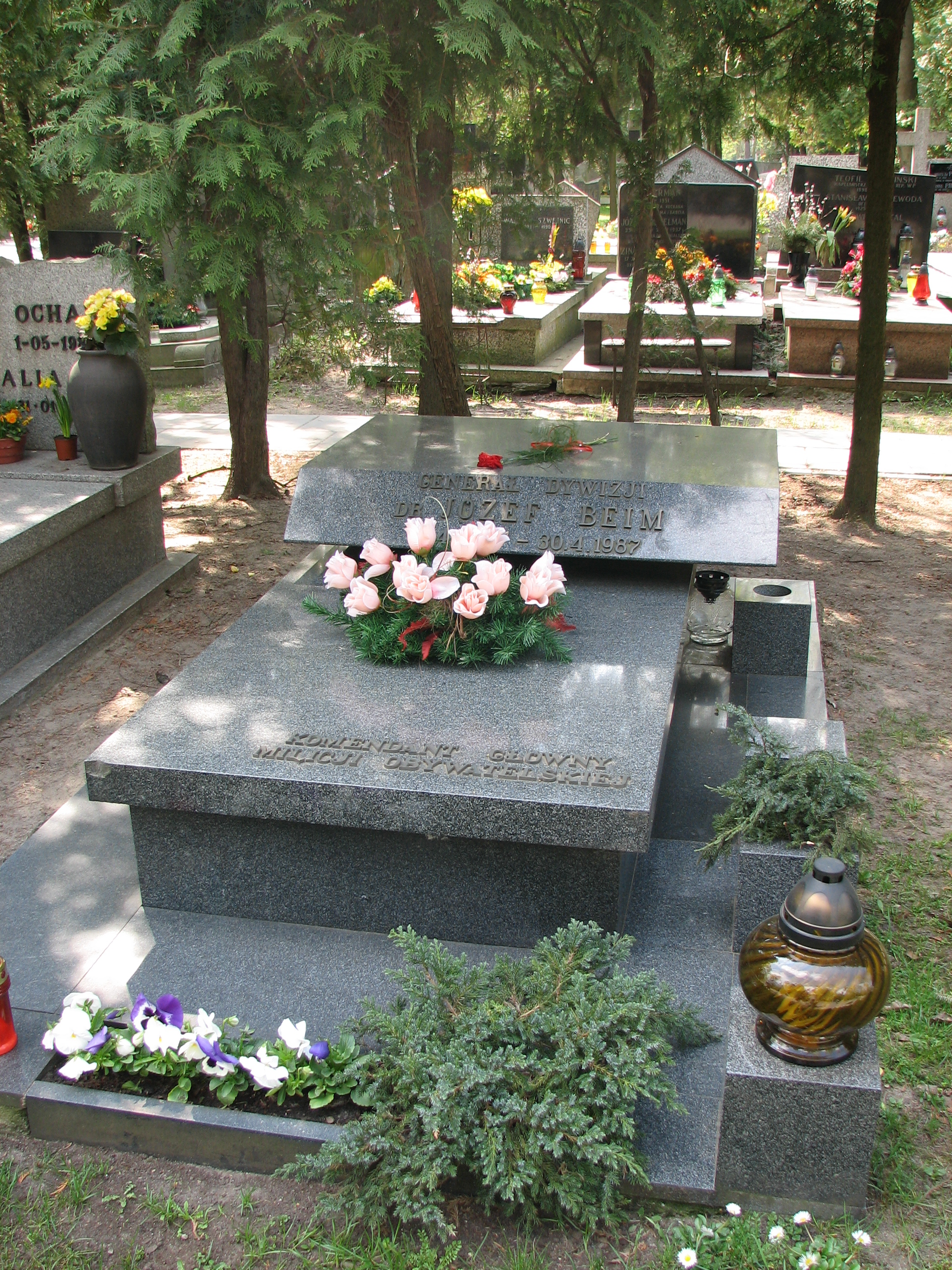
Grób Józefa Beima

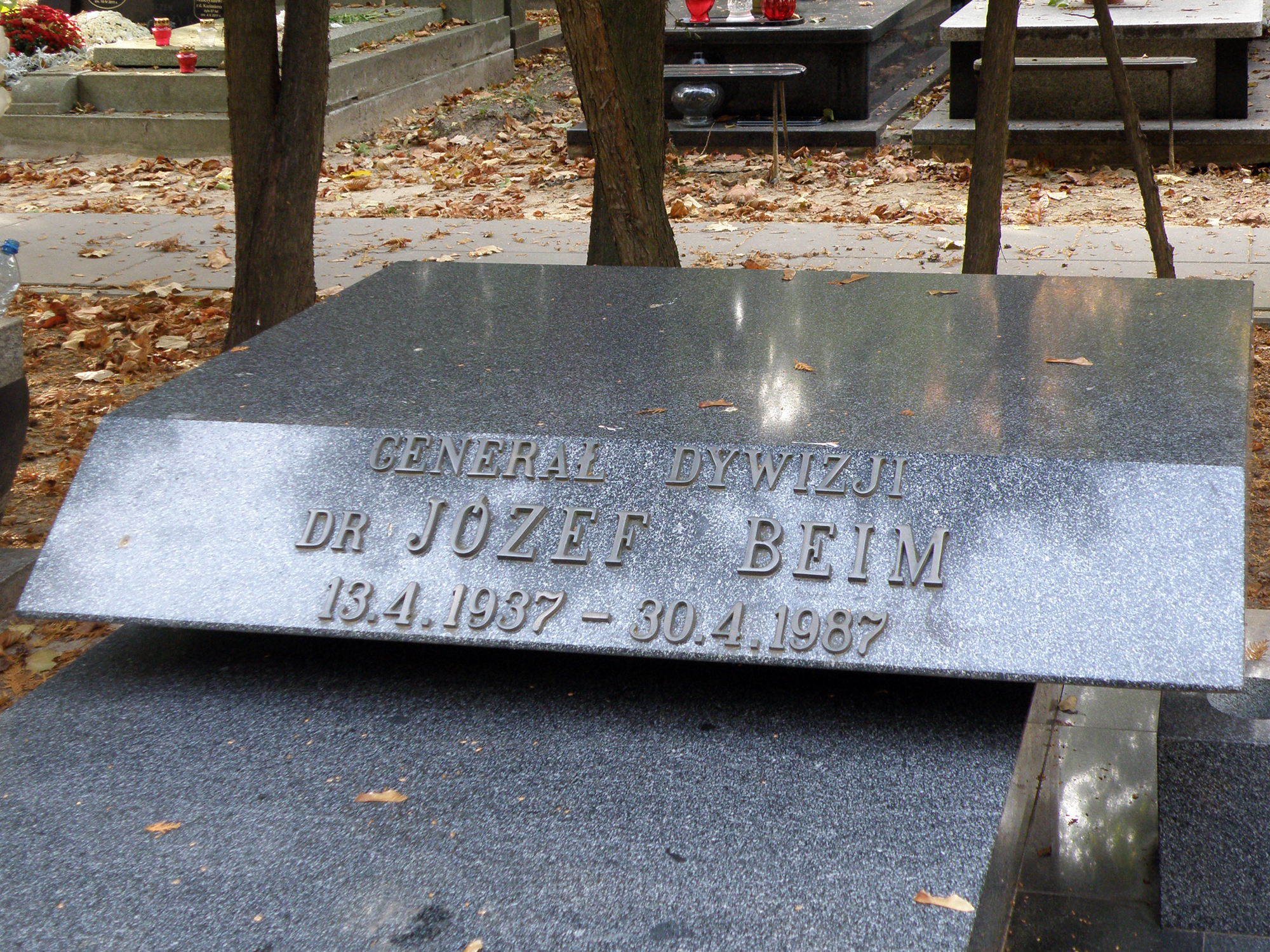
Grób Józefa Beima na Powązkach - Cmentarzu Wojskowym

Józef Beim (ur. 13 kwietnia 1937 w Klaninach, zm. 30 kwietnia 1987 w Warszawie) – polski oficer Milicji Obywatelskiej, generał dywizji  doktor nauk ekonomicznych Akademii Ekonomicznej w Krakowie.

## Życiorys
Syn Edmunda i Eleonory. Od 1956 był funkcjonariuszem Milicji Obywatelskiej. W latach 1956–1957 studiował w Szkole Oficerskiej MO w Szczytnie. Od 1957 był funkcjonariuszem Wydziału Kryminalnego KWMO w Gdańsku, od 1960 zastępcą komendanta powiatowego w Pucku, od 1962 komendantem powiatowym w Tczewie, od 1966 komendantem miejskim i powiatowym w Elblągu, od 1970 komendantem miejskim w Gdyni, od 1973 komendantem miejskim w Krakowie, od 1975 zastępcą komendanta wojewódzkiego w Krakowie. Od 1978 był zastępcą komendanta głównego, a od października 1981 był komendantem głównym Milicji Obywatelskiej. Absolwent Wydziału Ekonomiki Przemysłu Uniwersytetu Gdańskiego. Generał brygady MO od 1979, generał dywizji MO od 1984. Obie nominacje otrzymał w Belwederze z rąk przewodniczącego Rady Państwa PRL prof. Henryka Jabłońskiego.
Od 1958 członek PZPR. W latach 1973–1975 członek Komitetu Bezpieczeństwa i Porządku Publicznego Komitetu Wojewódzkiego PZPR w Krakowie. Na X Zjeździe PZPR w 1986 wybrany w skład Centralnej Komisji Kontrolno-Rewizyjnej PZPR.
Józef Beim został pochowany 4 maja 1987 na Cmentarzu Wojskowym w Warszawie (kwatera 4A-tuje-2).

## Odznaczenia
Odznaczony m.in. Złotym Krzyżem Zasługi w 1969, Krzyżem Kawalerskim Orderu Odrodzenia Polski w 1974, Krzyżem Komandorskim Orderu Odrodzenia Polski w 1979, Medalem „Za umacnianie braterstwa broni” (na mocy rozkazu przewodniczącego KGB) w 1983, Orderem Sztandaru Pracy II Klasy w 1986.